# .gb

.gb دامنه رزرو شده برای بریتانیا

‎.gb‏ دامنه رزرو شده برای بریتانیا به عنوان مخفف «بریتانیای کبیر» است، در حال حاضر به عللی اجازه استفاده از این دامنه داده نمی‌شود و این دامنه استفاده نمی‌گردد.